# Denkova-Staviski Cup
Denkova-Staviski Cup é uma competição internacional de patinação artística no gelo de níveis sênior, júnior e noviço, sediado na cidade de Sófia, Bulgária. A primeira edição foi disputada em 2012, e em alguns anos faz parte do calendário do Challenger Series.

## Edições
| Ano  | Edição | Cidade sede | Sênior | Sênior | Sênior | Sênior | Júnior | Júnior | Júnior | Júnior | Noviço | Noviço | Ref         |
| Ano  | Edição | Cidade sede | M      | F      | P      | D      | M      | F      | P      | D      | M      | F      | Ref         |
| ---- | ------ | ----------- | ------ | ------ | ------ | ------ | ------ | ------ | ------ | ------ | ------ | ------ | ----------- |
| 2012 | 1.ª    | Sófia       | •      | •      | –      | –      | •      | •      | –      | –      | •      | •      | [ 2 ]       |
| 2013 | 2.ª    | Sófia       | •      | •      | •      | –      | •      | •      | •      | –      | •      | •      | [ 3 ]       |
| 2014 | 3.ª    | Sófia       | •      | •      | –      | –      | •      | •      | –      | –      | •      | •      | [ 4 ]       |
| 2015 | 4.ª    | Sófia       | •      | •      | –      | •      | •      | •      | –      | •      | •      | •      | [ 5 ]       |
| 2016 | 5.ª    | Sófia       | •      | •      | –      | –      | •      | •      | –      | –      | •      | •      | [ 6 ] [ 7 ] |
| 2017 | 6.ª    | Sófia       | •      | •      | –      | –      | •      | •      | –      | –      | •      | •      | [ 8 ] [ 9 ] |

Legenda
- Parte do Challenger Series ISU
- –  Evento não disputado neste ano

## Lista de medalhistas

### Sênior

#### Individual masculino
| Evento                | Ouro                      | Prata                         | Bronze                          |
| Sófia 2012 (detalhes) | Misha Ge · Uzbequistão    | Maurizio Zandron · Itália     | Manol Atanassov · Bulgária      |
| Sófia 2013 (detalhes) | Misha Ge · Uzbequistão    | Chafik Besseghier · França    | Pierre Noel-Antoine · França    |
| Sófia 2014 (detalhes) | Matteo Rizzo · Itália     | Strid Justus · Dinamarca      | Adrien Bannister · Itália       |
| Sófia 2015 (detalhes) | Misha Ge · Uzbequistão    | Julian Zhi Jie Yee · Malásia  | Matteo Rizzo · Itália           |
| Sófia 2016 (detalhes) | Maurizio Zandron · Itália | Graham Newberry · Reino Unido | Dario Betti · Itália            |
| Sófia 2017 (detalhes) | Kévin Aymoz · França      | Basar Oktar · Turquia         | TurkeyBurak Demirboga · Turquia |

#### Individual feminino
| Evento                | Ouro                          | Prata                         | Bronze                        |
| Sófia 2012 (detalhes) | Valentina Marchei · Itália    | Francesca Rio · Itália        | Roberta Rodeghiero · Itália   |
| Sófia 2013 (detalhes) | Roberta Rodeghiero · Itália   | Joshi Helgesson · Suécia      | Francesca Rio · Itália        |
| Sófia 2014 (detalhes) | Pernille Sorensen · Dinamarca | Fleur Maxwell · Luxemburgo    | Micol Cristini · Itália       |
| Sófia 2015 (detalhes) | Isabelle Olsson · Suécia      | Angelina Kuchvalska · Letônia | Anne Line Gjersem · Noruega   |
| Sófia 2016 (detalhes) | Natalie Klotz · Áustria       | Kristen Spours · Reino Unido  | Anna Litvinenko · Reino Unido |
| Sófia 2017 (detalhes) | Micol Cristini · Itália       | Léa Serna · França            | Natasha McKay · Reino Unido   |

#### Duplas
| Evento                | Ouro                                   | Prata                       | Bronze                      |
| Sófia 2013 (detalhes) | Vanessa James · Morgan Cipres · França | nenhum outro competidor     | nenhum outro competidor     |
| 2014–2017             | Não houve disputa de duplas            | Não houve disputa de duplas | Não houve disputa de duplas |

#### Dança no gelo
| Evento                | Ouro                                   | Prata                                               | Bronze                                             |
| Sófia 2015 (detalhes) | Alisa Agafonova · Alper Ucar · Turquia | Viktoria Kavaliova · Yurii Bieliaiev · Bielorrússia | Ludmila Sosnitskaia · Pavel Golovishnokov · Rússia |
| 2016–2017             | Não houve disputa da dança no gelo     | Não houve disputa da dança no gelo                  | Não houve disputa da dança no gelo                 |

### Júnior

#### Individual masculino júnior
| Evento                | Ouro                         | Prata                           | Bronze                      |
| Sófia 2012 (detalhes) | Ivo Gatovski · Bulgária      | Bryan Christopher Tan · Malásia | Oguzhan Selimoglu · Turquia |
| Sófia 2013 (detalhes) | Deniss Vasiljevs · Letônia   | Alexei Krasnozhon · Rússia      | Matteo Rizzo · Itália       |
| Sófia 2014 (detalhes) | Marco Bozzuto · Itália       | Mikhail Medunitsa · Ucrânia     | Ivo Gatovski · Bulgária     |
| Sófia 2015 (detalhes) | Leonid Sviridenko · Rússia   | Marko Bozzuto · Itália          | Oktar Basar · Turquia       |
| Sófia 2016 (detalhes) | Gabriele Frangipani · Itália | Başar Oktar · Turquia           | Nikola Zlatanov · Bulgária  |
| Sófia 2017 (detalhes) | Samuel Mcallister · Irlanda  | Tom Bouvard · França            | Vasil Dimitrov · Bulgária   |

#### Individual feminino júnior
| Evento                | Ouro                        | Prata                                   | Bronze                       |
| Sófia 2012 (detalhes) | Anna Afonkina · Bulgária    | Melisa Sema Atik · Turquia              | Sandra Ristivojevic · Sérvia |
| Sófia 2013 (detalhes) | Ekaterina Vysotina · Rússia | Bogdana Lukashevich · Rússia            | Micol Cristini · Itália      |
| Sófia 2014 (detalhes) | Rebecca Ghilardi · Itália   | Zeynep Dilruba Sanoglu · Turquia        | Teodora Markova · Bulgária   |
| Sófia 2015 (detalhes) | Alisa Lozko · Rússia        | Lea Dastich · Alemanha                  | Pauline Wanner · França      |
| Sófia 2016 (detalhes) | Alexandra Feigin · Bulgária | Ceciliane Mei Ling Hartmann · Singapura | Ilayda Bayar · Turquia       |
| Sófia 2017 (detalhes) | Alexandra Feigin · Bulgária | Olga Mikutina · Áustria                 | Sofia Sula · Finlândia       |

#### Duplas júnior
| Evento                | Ouro                                      | Prata                              | Bronze                             |
| Sófia 2013 (detalhes) | Bianca Manacorda · Niccolo Macii · Itália | Marin Ono · Hon Lam To · Hong Kong | nenhum outro competidor            |
| 2014–2017             | Não houve disputa de duplas júnior        | Não houve disputa de duplas júnior | Não houve disputa de duplas júnior |

#### Dança no gelo júnior
| Evento                | Ouro                                              | Prata                                     | Bronze                                       |
| Sófia 2015 (detalhes) | Anastasiia Shpilevaya · Grigorii Smirnov · Rússia | Kimberly Wei · Ilias Fourati · Hungria    | Yana Bozhilova · Kaloyan Georgiev · Bulgária |
| 2016–2017             | Não houve disputa da dança no gelo júnior         | Não houve disputa da dança no gelo júnior | Não houve disputa da dança no gelo júnior    |

### Noviço avançado

#### Individual masculino noviço avançado
| Evento                | Ouro                      | Prata                        | Bronze                       |
| Sófia 2012 (detalhes) | Efe Gorkmen · Turquia     | Luca Flavius · Romênia       | nenhum outro competidor      |
| Sófia 2013 (detalhes) | Daniel Grassl · Itália    | Adam Siao Him Fa · França    | Başar Oktar · Turquia        |
| Sófia 2014 (detalhes) | Başar Oktar · Turquia     | Alexander Zlatkov · Bulgária | Emanuele Indelicato · Itália |
| Sófia 2015 (detalhes) | Evgeni Semenenko · Rússia | Vasil Dimitrov · Bulgária    | Lotfi Sereir · França        |
| Sófia 2016 (detalhes) | Francois Pitot · França   | Alp Eren Ozkan · Turquia     | nenhum outro competidor      |
| Sófia 2017 (detalhes) | Francois Pitot · França   | Ilia Gogitidze · Geórgia     | Emanuele Indelicato · Itália |

#### Individual feminino noviço avançado
| Evento                | Ouro                          | Prata                         | Bronze                              |
| Sófia 2012 (detalhes) | Ecem Ulker · Turquia          | Simona Gospodinova · Bulgária | Monika Yordanova · Bulgária         |
| Sófia 2013 (detalhes) | Alexandra Feigin · Bulgária   | Julie Froetscher · França     | Minori Yuge · Alemanha              |
| Sófia 2014 (detalhes) | Lucrezia Gennaro · Itália     | Alexandra Feigin · Bulgária   | İlayda Bayar · Turquia              |
| Sófia 2015 (detalhes) | Elizaveta Nugumanova · Rússia | Alexandra Feigin · Bulgária   | Oceane Piegad · França              |
| Sófia 2016 (detalhes) | Maria Levushkina · Bulgária   | Oceane Piegad · França        | Eliza Pancheva · Bulgária           |
| Sófia 2017 (detalhes) | Kimmy Repond · Suíça          | Maria Levushkina · Bulgária   | Anna Dea Gulbiani-Schmidt · Geórgia |